# Lycée Bernard-Palissy (Saintes)
 (novembre 2023).
Si vous disposez d'ouvrages ou d'articles de référence ou si vous connaissez des sites web de qualité traitant du thème abordé ici, merci de compléter l'article en donnant les références utiles à sa vérifiabilité et en les liant à la section « Notes et références ».
Le lycée Bernard-Palissy est un établissement d'enseignement secondaire et supérieur public situé à Saintes (Charente-Maritime), dans l'académie de Poitiers.
Réunissant une troisième prépa-métiers, un lycée général et technologique, une section professionnel et un GRETA.

## Organisation
Le lycée Bernard-Palissy se situe au 1 rue de Gascogne, au sud-est de Saintes, dans la partie orientale de la commune, au sein du quartier du Grand-Coudret.
Le lycée tire son nom de l'artiste créateur écrivain Bernard Palissy.
Sa superficie est de 16 000 m2[réf. souhaitée].
Il regroupe un lycée professionnel ainsi qu'un lycée général et technologique, et dispose d'un internat.
Les locaux du lycée abritent également le Greta, le PAPS (pôle d'accompagnement à la persévérance scolaire) et la MLDS (mission de lutte contre le décrochage scolaire).
La cité scolaire regroupe plusieurs bâtiments comptant un gymnase, un bâtiment de langues (anglais, allemand, espagnol et chinois), un bâtiment principal (incluant les ateliers) et un bâtiment incluant l'internat et la MLDS. Il comporte également un CDI ainsi qu'une maison des lycéens.
Concernant le bien-être des élèves, le lycée Bernard-Palissy encourage[Comment ?][réf. nécessaire] une vie étudiante dynamique et diversifiée[évasif]. Il propose un éventail d'activités parascolaires, telles que des clubs, des événements culturels, des compétitions sportives et des projets communautaires[réf. nécessaire]. Tout ceci offre ainsi aux élèves l'opportunité de développer leurs compétences et leurs passions en dehors du cadre académique.

## Période antérieure aux années 2000

### Évolution du lycée depuis sa création
Lors de sa fondation en 1962, le lycée portait le nom de "lycée technique Bernard-Palissy". Il était dévolu aux formations professionnelles notamment celles concernant le site de la SNCF de Saintes et son technicentre[réf. souhaitée].
En décembre 1992, des travaux de rénovations ont eu lieu, incluant de nouveaux bâtiments[réf. souhaitée]. Une nouvelle disposition de l'établissement a été créée, rajoutant un étage, faisant un dédoublement du bâtiment principal avec un parking à l'avant du lycée.
L'actuel lycée est plus grand, permettant une plus grande capacité d'accueil d'élèves et d'étudiants. Cela a permis la création de plusieurs autres sections, et plus généralement un espace plus profitable pour tout le monde[évasif].

### Années 1970
En 1975, dans un objectif novateur d'initiation à l'informatique des élèves et enseignants intéressés, le lycée Bernard-Palissy de Saintes fut éligible à l'opération ministérielle de l'Éducation nationale, dite « expérience des 58 lycées » : utilisation de logiciels et enseignement de la programmation en langage LSE, en club informatique de lycée,, pour 58 établissements de l'enseignement secondaire. À cet effet, dans une première phase, quelques enseignants de diverses disciplines au sein du lycée furent préalablement formés à la programmation informatique. Puis, dans une seconde phase, cet établissement saintais fut doté d'un ensemble informatique en temps partagé comprenant : un mini-ordinateur français CII Mitra 15 avec disque dur, un lecteur de disquettes 8 pouces, plusieurs terminaux écrans claviers Sintra TTE, un téléimprimeur Teletype ASR-33 (en) et le langage LSE implémenté ; tout ceci ayant permis, sur le site, de mettre en œuvre cette démarche expérimentale, avec du matériel informatique ultra-moderne pour l'époque.

## Période actuelle, événements importants

### Mobilisation contre Parcoursup
En décembre 2018, pour protester contre le Plan Étudiants et la création de la plateforme Parcoursup, entre cent et cent-cinquante lycéens mettent en place un barrage filtrant à l'entrée de l'établissement.
La mobilisation dura plusieurs semaines avec des blocus sur plusieurs jours[réf. nécessaire]. Cette manifestation a notamment bénéficié d'une apparition sur la chaine de télévision du groupe France Télévisions France 3 et de plusieurs publications d'articles de presse[réf. nécessaire], notamment dans le journal Sud-Ouest.
Entre 2021 et 2023, de nombreuses manifestations ont lieu devant le lycée et rassemblent souvent une centaine de lycéens par semaine, contre la réforme Parcoursup et pour une augmentation des salaires des professeurs. Toutefois, les cours n'ont pas ou très peu été impactés.[réf. nécessaire]

### Visite d'Emmanuel Macron
Le 4 mai 2023, le président de la République Emmanuel Macron, la ministre déléguée chargée de l'enseignement et de la formation professionnelle Carole Grandjean, le ministre de l'Éducation nationale Pap Ndiaye, ainsi que le ministre du Travail, du Plein Emploi et de l'Insertion Olivier Dussopt visitent le lycée, afin d'y faire la présentation du projet de réforme du lycée professionnel français. Dans le cadre de l'opposition à la réforme des retraites, plusieurs centaines de manifestants rassemblés devant le lycée sont maintenus à l'écart lors de la visite,. L'électricité est également coupée dans le bâtiment par des militants syndicaux un peu avant l'arrivée de l'équipe présidentielle.

## Période actuelle, enseignement

### Le lycée Palissy et le Ferrocampus
Le lycée Bernard-Palissy de Saintes entretient une relation étroite avec le Ferrocampus, projet novateur[En quoi ?][source secondaire nécessaire] et éducatif implanté dans la région Nouvelle-Aquitaine. Le Ferrocampus représente un espace d'apprentissage consacré aux métiers du secteur ferroviaire, industrie de pointe en constante évolution.
Cette collaboration entre le lycée et le Ferrocampus vise à offrir aux étudiants des formations spécialisées dans les domaines liés à l'industrie ferroviaire. Les élèves du lycée Bernard-Palissy bénéficient ainsi d'opportunités uniques[En quoi ?] pour se former aux métiers spécifiques de ce secteur, incluant la maintenance des infrastructures ferroviaires, la conception technique, et la gestion des réseaux de transports.
Le Ferrocampus s'implantera dans les locaux de l'ancien technicentre de la SNCF à Saintes. De nombreuses personnalités politiques ont été présentes tout au long du processus de création : notamment l'actuel PDG de la SNCF Jean-Pierre Farandou, le président de la région Nouvelle-Aquitaine Alain Rousset et le député Renaissance de la troisième circonscription de la Charente-Maritime Jean-Philippe Ardouin.
Cette collaboration offre aux étudiants du lycée Bernard-Palissy des opportunités de stages, d'apprentissage en entreprise et de rencontres avec des professionnels du secteur[réf. nécessaire]. Elle leur permet ainsi d'acquérir une expertise précieuse[passage promotionnel] et une expérience pratique, facilitant leur intégration future dans le monde professionnel du secteur ferroviaire.